# 三上晴子
三上 晴子（みかみ せいこ、1961年1月8日 - 2015年1月2日）は、日本の美術家。2000年より多摩美術大学美術学部情報デザイン学科メディア芸術コース教授。

## 経歴
1961年、静岡県に生まれる。高校卒業後、上京。カセット・マガジン『TRA』の編集に携わり、アートの評論も執筆。
1984年から鉄クズ、コンクリート片などの廃棄物を素材にしたオブジェを用いたパフォーマンスを開始。「ナムジュン・パイクをめぐる6人のパフォーマー」(原宿ピテカントロプス)にナム=ジュン・パイク、坂本龍一、細野晴臣、立花ハジメらとともに出演。
1985年5月、サッポロビール恵比寿工場跡で初個展「滅ビノ新造形」を開催、展覧会終了後に『朝日ジャーナル』の連載「筑紫哲也の若者探検　新人類の旗手たち」に取り上げられる。
1986年、飴屋法水が主宰する劇団「東京グランギニョル」の最終公演「ワルプルギス」で舞台装置を担当。同年、飯倉アトランティックビルで「BAD ART FOR BAD PEOPLE」、1988年に東京の作家スタジオで「Brain Technology」など、神経や脳を思わせるケーブルやコンピュータの電子基板を使ったオブジェやインスタレーションを発表。その後、ロバート・ロンゴによるキュレーション展への参加を経て、戦争や情報といった生体を超えるネットワークへの関心を募らせ、それまでのモチーフであったジャンクと合体させる。
1990年に「Information Weapon」(①Super Clean Room：横浜・トーヨコ地球環境研究所、②Media Bombs：東京・アートフォーラム谷中、③Pulse Beats：東京・P3 art and environment)を開催。
1991年に渡米。
1995年にニューヨーク工科大学大学院情報科学研究科コンピュータ・サイエンス専攻を修了、2000年までニューヨークを拠点とし、欧米のギャラリーやミロ美術館(スペイン)、ナント美術館(フランス)などの現代美術館、またトランス・メディアーレ(ベルリン)やDEAF(ロッテルダム)、アルス・エレクトロニカ(リンツ)をはじめとする世界各国のメディアアート・フェスティバルで発表。

### 国内での活動
1992年、NICAF92でレントゲン藝術研究所のブースで展示。
1993年、個展「被膜世界:廃棄物処理容器」(ギャラリーNWハウス、Curator’s Eye ’93 vol.3、キュレーター：熊谷伊佐子)、福田美蘭との二人展「ICONOCLASM」(レントゲン藝術研究所、キュレーター：西原珉)を開催。
1996年、キヤノン・アートラボにてコンピュータサイエンスを学ぶなかで、不可視の情報と身体の関係へと興味が移行、90年代なかばからは知覚によるインターフェイスを中心としたインタラクティヴな作品として、視線入力による作品「Molecular Informatics: Morphogenic Substance via　Eye Trackingを発表。
1997年、聴覚と身体内音による作品「存在、皮膜、分断された身体」(NTTインターコミュニケーション・センター常設作品)を発表。
2000年、多摩美術大学情報デザイン学科に着任。
2004年5月15日-6月20日、山口情報芸術センターにて三上晴子＋市川創太新作インスタレーション展「gravicells―重力と抵抗」開催。
2010年、山口情報芸術センターにて「Desire of Codes―欲望のコード」(第16回文化庁メディア芸術祭アート部門優秀賞)を開催。
2015年1月2日に癌のため死去、享年53。

## 受賞歴
- 2010年、第16回文化庁メディア芸術祭アート部門優秀賞